# Contea di Heishui
La contea di Heishui (黑水县S, Hēishuǐ XiànP) è una contea della Cina, situata nella provincia di Sichuan e amministrata dalla prefettura autonoma tibetana e Qiang di Aba.